# Discoteca Pulse
Pulse era una discoteca d'ambient gai inaugurada el 2004 per Barbara Poma i Ron Legler. El 12 de juny de 2016 el club va ser l'escenari d'un atac terrorista. L'autor va ser Omar Mir Seddique Mateen, el qual va matar 49 persones i en va ferir 53, incloent-hi un policia. L'incident es considera "el segon tiroteig més mortífer perpetrat per un sol pistoler en la història dels Estats Units" i el segon atac terrorista més letal en territori estatunidenc després de l'atac terrorista de l'11 setembre 2001. Es va clausurar definitivament el 2016 i es va anunciar la creació d'un lloc commemoratiu per a les víctimes i un museu.

## Temàtica de la discoteca
Pulse organitzava actuacions temàtiques cada nit, per exemple de drag queens, i també oferia un programa mensual amb esdeveniments, xerrades i tallers educatius orientats a la comunitat LGBT. Comptava amb tres sales.

## Història

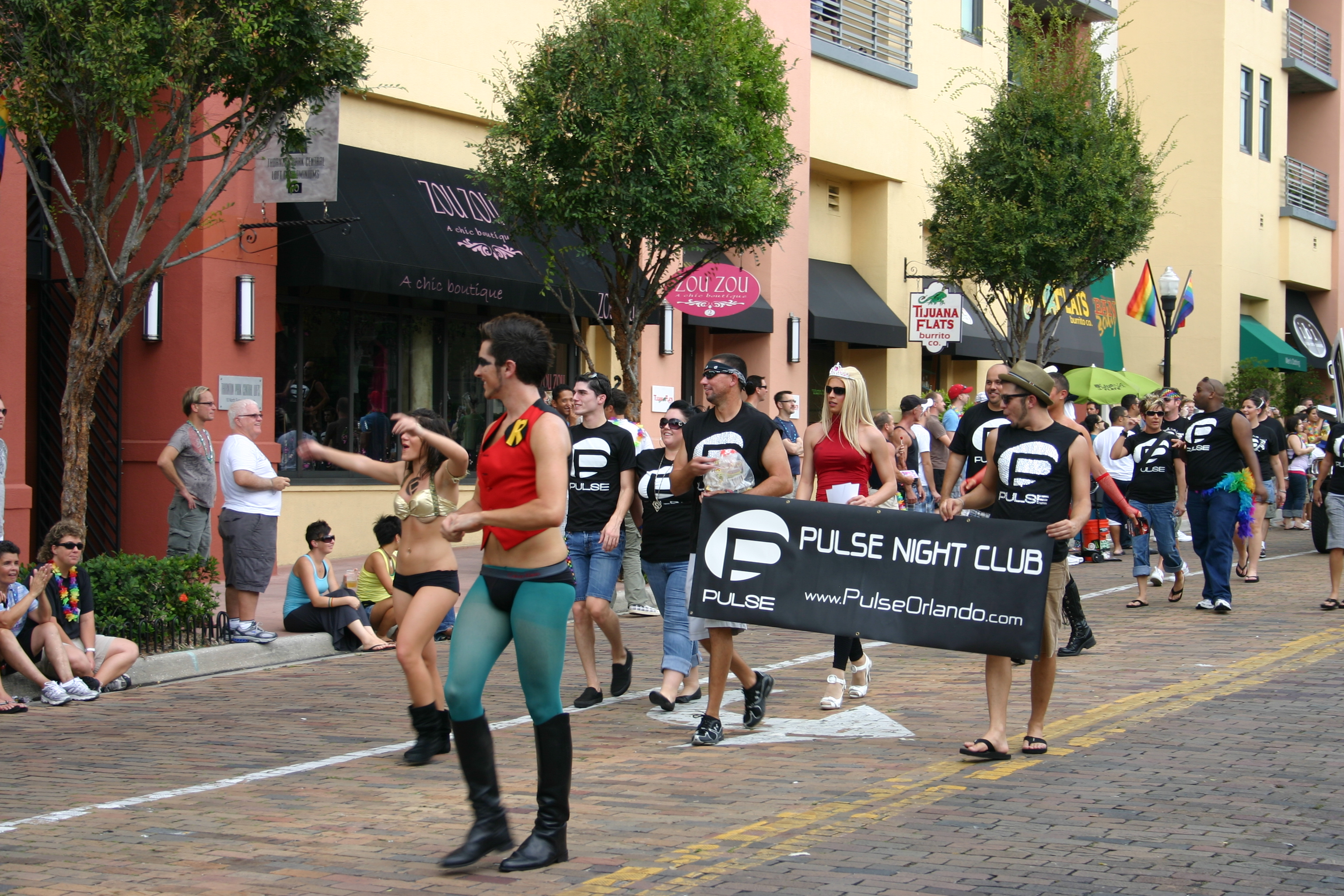
Representació de Pulse a Come Out with Pride, a Orlando l'any 2009.

El 1985, abans de la fundació de Pulse, a la propietat ubicada a l'avinguda 1912 South Orange Avenue hi havia una pizzeria anomenada Lorenzo's. El 1999, es deia Dante's, un bar amb música en viu. Dante's va tancar el gener de 2003.
Fundat per Barbara Poma i Ron Legler, Pulse es va inaugurar el 2 de juliol del 2004. El germà de Poma, John, va morir en 1991 a causa de la sida, i la discoteca des de llavors portava aquest nom per John, pel seu pols per viure, segons un membre del personal de màrqueting al febrer de 2016. El lloc s'enfocava cap al talent local.
The Washington Post va descriure'n els primers 12 anys com "un centre comunitari per a la prevenció de VIH, la consciència del càncer de mama i els drets dels immigrants", i va informar que s'havia associat amb organitzacions educatives i d'activisme LGBT, com <i>Come Out with Pride, Equality Florida</i> i Zebra.
Al novembre de 2016, la ciutat d'Orlando va acordar comprar el club nocturn per 2,25 milions de dòlars. L'alcalde Buddy Dyer va expressar els seus plans de convertir el club nocturn en un memorial per honrar la memòria de les víctimes de l'atemptat terrorista de 2016.
Barbara Poma es va negar a vendre el club nocturn a la ciutat al desembre de 2016. En lloc d'això va anunciar al maig de 2017 la creació de la fundació One Pulse per finançar de manera independent un lloc commemoratiu i un museu.